# James W. Dawes
Pour les articles homonymes, voir Dawes.
James William Dawes, né le 8 janvier 1845 et mort le 8 octobre 1918, est un homme politique républicain américain. Il est le 5e gouverneur du Nebraska entre 1883 et 1887.

## Sources
- (en) Cet article est partiellement ou en totalité issu de l’article de Wikipédia en anglais intitulé « James W. Dawes » (voir la liste des auteurs).